# Triển lãm cưới
Triển lãm cưới (tên tiếng Anh: Wedding Fair) là triển lãm trưng bày vật phẩm, sản phẩm, dịch vụ liên quan đến việc cưới hỏi như váy cưới, áo dài cưới, mẫu trang trí,... tại một địa điểm trong một khoảng thời gian cố định để mọi người đến tham quan.Triển lãm cưới chia thành triển lãm cưới phi thương mại và triển lãm cưới thương mại.

## Triển lãm cưới phi thương mại
Là các triển lãm trưng bày mẫu vật, hình ảnh, sáng tạo nghệ thuật liên quan đến chủ đề cưới không nhằm mục đích mua bán, ký kết hợp đồng thương mại. Ví dụ triển lãm những chiếc áo cưới sống mãi với thời gian diễn ra tại lâu đài Champs-sur-Marne, phía Tây Paris.

## Triển lãm cưới thương mại
Khái niệm

Là triển lãm dưới dạng hội chợ thương mại dành các đơn vị hoạt động trong ngành dịch vụ cưới trưng bày, quảng bá sản phẩm, dịch vụ và thương hiệu doanh nghiệp.
Tổ chức

Việc tổ chức triển lãm cưới thương mại do một đơn vị, cơ quan đại diện đứng ra tổ chức, tập hợp các thương nhân (doanh nghiệp) chuyên về cưới hỏi, gia đình, nhà cửa, chăm sóc sắc đẹp, sức khỏe... nhằm xúc tiến hoạt động chào bán sản phẩm và ký kết hợp đồng.
Đơn vị tổ chức (organizer) đứng ra sắp xếp gian hàng cho các chủ thể tham gia trưng bày, giới thiệu dịch vụ và sản phẩm tại địa điểm diễn ra sự kiện. Quan khách tham quan có cơ hội trải nghiệm thực tế dịch vụ tại gian hàng và thưởng thức các tiết mục văn nghệ.

## Sự kiện trước
Tại Việt Nam, các triển lãm cưới thu hút đông đảo sự tham gia của quan khách khá đa dạng về quy mô, địa điểm và đơn vị tổ chức như:
- Triển lãm cưới 'Simply Magical' tại Đà Nẵng  tại Radisson Hotel Danang thu hút hàng trăm lượt khách tham dự

- Triển lãm cưới mang tên ELLE Wedding Art Gallery 2020 tại TP. Hồ Chí Minh với sự tham gia của 35 thương hiệu uy tín ngành dịch vụ cưới

- Triển lãm cưới theo phong cách Hàn Quốc mới lạ do hai đơn vị tiêu biểu đến từ Hàn Quốc là SAMSUNG và WEDDINGBOOK phối hợp tổ chức tại TP. Hồ Chí Minh.